# Her Majesty the Decemberists
Her Majesty the Decemberists (oft auch nur Her Majesty genannt) ist das zweite Studioalbum der US-amerikanischen Band The Decemberists. Es wurde am 9. September 2003 bei Kill Rock Stars veröffentlicht. Das Lied Song for Myla Goldberg wurde bereits einige Jahre zuvor von Colin Meloy geschrieben, als er zusammen mit der Autorin Myla Goldberg als Medienbegleiter für ihr erstes Buch Bee Season auf Lesetour ging. Der Song The Bachelor and the Bride beinhaltet die Worte „stripped bare“ („nackt entblößt“) im Refrain, eine Anspielung auf Marcel Duchamps The Bride Stripped Bare By Her Bachelors, Even (im Deutschen: Die grüne Schachtel).
Das Albumcover wurde von der Künstlerin Carson Ellis kreiert, der damaligen Freundin und jetzigen Frau von Meloy, die für fast alle Albumcover der Band zuständig ist.

## Titelliste
1. Shanty for the Arethusa – 5:37
2. Billy Liar – 4:08
3. Los Angeles, I’m Yours – 4:17
4. The Gymnast, High Above the Ground – 7:13
5. The Bachelor and the Bride – 4:13
6. Song for Myla Goldberg – 3:33
7. The Soldiering Life – 3:48
8. Red Right Ankle – 3:29
9. The Chimbley Sweep – 2:53
10. I Was Meant for the Stage – 7:02
11. As I Rise – 2:14

Anmerkung: Bei einigen Versionen des Albums fehlt auf der Rückseite seit Song The Chimbley Sweep in der Titelliste.

## Kritiken
Die Alternative Press bezeichnete das Album als „packend“, Pitchfork lobte die Band auf Grund des Albums als eine der stärksten unserer Zeit und vergab 8,2 von zehn möglichen Punkten. Josh Modell vom A.V. Club hob besonders die „wunderbaren, manchmal fantastischen Geschichten“ hervor, die das Album erzählt. Die US-amerikanische Musikzeitschrift Blender hingegen war weniger überzeugt von dem Album und verglich die Stimme Meloys mit der eines Esels.